# Bygdeträsk

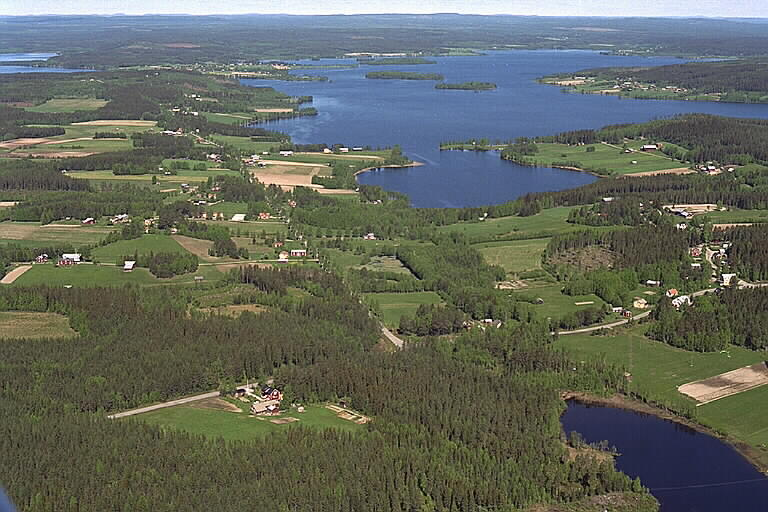
Flygfoto över Göksjön. Bygdeträsk syns hitom sjön.

Bygdeträsk är en by i Burträsks socken och Skellefteå kommun, belägen mellan sjöarna Bygdeträsket och Göksjön. Till grannbyn Kvarnbyn leder en av Europas längsta björkalléer.
Byn omnämns redan i Gustav Vasas jordebok från 1543. Där framgår att det i byn vid denna tidpunkt fanns tolv bönder. Dessa var då utspridda över ett större område vid och mellan sjöarna.
Idag är jordbruket inte längre den näring som dominerar bygden. Många av de yrkesaktiva i byn finner sin utkomst på olika arbetsplatser i närområdet, framför allt i Bygdsiljum, Burträsk och Skellefteå.
I Bygdeträsk finns ett museum som visar konst av hemmansägaren och konstnären Torfrid Olsson (1913-1992).